# Kim sử
| Nhị thập tứ sử | Nhị thập tứ sử | Nhị thập tứ sử              | Nhị thập tứ sử |
| -------------- | -------------- | --------------------------- | -------------- |
| STT            | Tên sách       | Tác giả                     | Số quyển       |
| 1              | Sử ký          | Tư Mã Thiên                 | 130            |
| 2              | Hán thư        | Ban Cố                      | 100            |
| 3              | Hậu Hán thư    | Phạm Diệp                   | 120            |
| 4              | Tam quốc chí   | Trần Thọ                    | 65             |
| 5              | Tấn thư        | Phòng Huyền Linh (chủ biên) | 130            |
| 6              | Tống thư       | Thẩm Ước                    | 100            |
| 7              | Nam Tề thư     | Tiêu Tử Hiển                | 59             |
| 8              | Lương thư      | Diêu Tư Liêm                | 56             |
| 9              | Trần thư       | Diêu Tư Liêm                | 36             |
| 10             | Ngụy thư       | Ngụy Thâu                   | 114            |
| 11             | Bắc Tề thư     | Lý Bách Dược                | 50             |
| 12             | Chu thư        | Lệnh Hồ Đức Phân (chủ biên) | 50             |
| 13             | Tùy thư        | Ngụy Trưng (chủ biên)       | 85             |
| 14             | Nam sử         | Lý Diên Thọ                 | 80             |
| 15             | Bắc sử         | Lý Diên Thọ                 | 100            |
| 16             | Cựu Đường thư  | Lưu Hú (chủ biên)           | 200            |
| 17             | Tân Đường thư  | Âu Dương Tu, Tống Kỳ        | 225            |
| 18             | Cựu Ngũ Đại sử | Tiết Cư Chính (chủ biên)    | 150            |
| 19             | Tân Ngũ Đại sử | Âu Dương Tu (chủ biên)      | 74             |
| 20             | Tống sử        | Thoát Thoát (chủ biên)      | 496            |
| 21             | Liêu sử        | Thoát Thoát (chủ biên)      | 116            |
| 22             | Kim sử         | Thoát Thoát (chủ biên)      | 135            |
| 23             | Nguyên sử      | Tống Liêm (chủ biên)        | 210            |
| 24             | Minh sử        | Trương Đình Ngọc (chủ biên) | 332            |
| -              | Tân Nguyên sử  | Kha Thiệu Mân (chủ biên)    | 257            |
| -              | Thanh sử cảo   | Triệu Nhĩ Tốn (chủ biên)    | 529            |

Kim sử (chữ Hán: 金史) là một bộ sách lịch sử trong 24 bộ sách sử của Trung Quốc (Nhị thập tứ sử), do Thoát Thoát biên soạn năm 1345. Tổng cộng có 135 quyển và viết từ sự ra đời cho đến khi diệt vong của nhà Kim.

## Khái niệm chủ yếu
- "Thảo căn mộc bì" (Rễ cỏ, vỏ cây) - Trong chương Thực Hóa Chí (食貨志),  năm 1216 tháng năm, ông Bộc Tản An Trinh (僕散安貞) của tỉnh Sơn Đông viết: "Tứ Châu bị tai, đạo cận tương vọng, sở thực giả thảo căn mộc bì nhi dĩ = Tứ Châu (nay huyện Tứ, tỉnh An Huy) bị tai vạ, trên đường nạn đói kém trước mặt, để ăn chỉ có rễ cỏ và vỏ cây thôi (泗州被災、道殣相望、所食者草根木皮而已)".

## Nội dung

### Bản kỉ
- Bản kỷ 1 - Thế kỉ
- Bản kỷ 2 - Thái Tổ
- Bản kỷ 3 - Thái Tông
- Bản kỷ 4 - Hi Tông
- Bản kỷ 5 - Hải Lăng Vương
- Bản kỷ 6 - Thế Tông thượng
- Bản kỷ 7 - Thế Tông trung
- Bản kỷ 8 - Thế Tông hạ
- Bản kỷ 9 - Chương Tông nhất
- Bản kỷ 10 - Chương Tông nhị
- Bản kỷ 11 - Chương Tông tam
- Bản kỷ 12 - Chương Tông tứ
- Bản kỷ 13 - Vệ Thiệu Vương
- Bản kỷ 14 - Tuyên Tông thượng
- Bản kỷ 15 - Tuyên Tông trung
- Bản kỷ 16 - Tuyên Tông hạ
- Bản kỷ 17 - Ai Tông thượng
- Bản kỷ 18 - Ai Tông hạ
- Bản kỷ 19 - Thế kỉ bổ

### Chí
- Chí 1 - Thiên văn
- Chí 2 - Lịch thượng
- Chí 3 - Lịch hạ
- Chí 4 - Ngũ hành
- Chí 5 - Địa lý thượng
- Chí 6 - Địa lý trung
- Chí 7 - Địa lý hạ
- Chí 8 - Hà cừ
- Chí 9 - Lễ nhất
- Chí 10 - Lễ nhị
- Chí 11 - Lễ tam
- Chí 12 - Lễ tứ
- Chí 13 - Lễ ngũ
- Chí 14 - Lễ lục
- Chí 15 - Lễ thất
- Chí 16 - Lễ bát
- Chí 17 - Lễ cửu
- Chí 18 - Lễ thập
- Chí 19 - Lễ thập nhất
- Chí 20 - Nhạc thượng
- Chí 21 - Nhạc hạ
- Chí 22 - Nghi vệ thượng
- Chí 23 - Nghi vệ hạ
- Chí 24 - Dư phục
- Chí 25 - Binh
- Chí 26 - Hình
- Chí 27 - Thực hóa nhất
- Chí 28 - Thực hóa nhị
- Chí 29 - Thực hóa tam
- Chí 30 - Thực hóa tứ
- Chí 31 - Thực hóa ngũ
- Chí 32 - Tuyển cử nhất
- Chí 33 - Tuyển cử nhị
- Chí 34 - Tuyển cử tam
- Chí 35 - Tuyển cử tứ
- Chí 36 - Bách quan nhất
- Chí 37 - Bách quan nhị
- Chí 38 - Bách quan tam
- Chí 39 - Bách quan tứ

### Biểu
- Biểu 1 - Thông thất biểu
- Biểu 2 - Giao sính biểu thượng
- Biểu 3 - Giao sính biểu trung
- Biểu 4 - Giao sính biểu hạ

### Liệt truyện
- Liệt truyện 1 Hậu phi thượng - Thủy Tổ Minh Ý hoàng hậu, Đức Đế Tư hoàng hậu, An Đế Tiết hoàng hậu, Hiến Tổ Cung Tĩnh hoàng hậu, Chiêu Tổ Uy Thuận hoàng hậu, Cảnh Tổ Chiêu Túc hoàng hậu, Thế Tổ Dực Giản hoàng hậu, Túc Tông Tĩnh Tuyên hoàng hậu, Mục Tông Trinh Huệ hoàng hậu, Khang Tông Kính Hi hoàng hậu, Thái Tổ Thánh Mục hoàng hậu, Thái Tông Khâm Nhân hoàng hậu, Hi Tông Điệu Bình hoàng hậu, Hải Lăng đích mẫu Đồ Đan thị
- Liệt truyện 2 Hậu phi hạ - Duệ Tông Khâm Từ hoàng hậu, Thế Tông Chiêu Đức hoàng hậu, Hiển Tông Hiếu Ý hoàng hậu, Chương Tông Khâm Hoài hoàng hậu, Vệ Thiệu vương hậu Đồ Đan thị, Tuyên Tông hoàng hậu Vương thị, Ai Tông hoàng hậu Đồ Đan thị
- Liệt truyện 3 Thủy tổ dĩ hạ chư tử - Hoàn Nhan Oát Lỗ, Hoàn Nhan Bối Lỗ, Hoàn Nhan Tạ Khố Đức, Hoàn Nhan Tạ Di Bảo, Hoàn Nhan Bạt Đạt, Hoàn Nhan Tạ Lý Hốt, Hoàn Nhan Ô Cổ Xuất, Hoàn Nhan Bạt Hắc, Hoàn Nhan Hặc Tôn, Hoàn Nhan Ma Pha, Hoàn Nhan Mạn Đô Ha, Hoàn Nhan Oát Đái, Hoàn Nhan Oát Tái, Hoàn Nhan Oát Giả, Hoàn Nhan Ngang
- Liệt truyện 4 Tông thất - Hoàn Nhan Úc, Hoàn Nhan Tông Tú, Hoàn Nhan Ôi Khả, Hoàn Nhan Hồ Thập Môn, Hoàn Nhan Hợp Trụ, Hoàn Nhan uặc Bảo, Hoàn Nhan Trung, Hoàn Nhan Tề, Hoàn Nhan Truật Lỗ, Hoàn Nhan Hồ Thạch Cải, Hoàn Nhan Tông Hiền, Hoàn Nhan Thát Lại, Hoàn Nhan Biện, Hoàn Nhan Cao, Hoàn Nhan Dịch, Hoàn Nhan A Hỉ
- Liệt truyện 5 - Thạch Hiển, Hoàn , Tán Đạt, Ô Xuân, Tịch Phôi, Ma Sản, Độn Ân, Lưu Khả, A Sơ, Hề vương Hồ Li Bảo
- Liệt truyện 6 - Hoan Đô, Dã Ha
- Liệt truyện 7 Thái Tổ chư tử - Hoàn Nhan Tông Tuyển, Hoàn Nhan Tông Kiệt, Hoàn Nhan Tông Cường, Hoàn Nhan Tông Mẫn
- Liệt truyện 8 - Tát Cải, Tập Bất Thất, Thạch Thổ Môn
- Liệt truyện 9 -  Oát Lỗ, Bà Lô Hỏa, Đồ Mẫu
- Liệt truyện 10 -  Lâu Thất, Ngân Truật Khả, Ma Cát, Bạt Li Tốc, Tập Cổ Nãi
- Liệt truyện 11 - A Ly Hợp Muộn, Hoàn Nhan Tông Đạo, Hoàn Nhan Tông Hùng, Hoàn Nhan Hi Doãn, Hoàn Nhan Cốc Thần
- Liệt truyện 12 - Hoàn Nhan Tông Hàn, Hoàn Nhan Tông Vọng
- Liệt truyện 13 - Lô Ngạn Luân, Mao Tử Liêm, Lý Tam Tích, Khổng Kính Tông, Lý Sư Quỳ, Thẩm Chương, Tả Xí Cung, Ngu Trọng Văn, Tả Tất
- Liệt truyện 14 - Hoàn Nhan Tông Bàn, Hoàn Nhan Tông Cố, Hoàn Nhan Tông Bổn, Hoàn Nhan Cảo (Tà Dã), Hoàn Nhan Tông Cán
- Liệt truyện 15 - Hoàn Nhan Tông Bật, Trương Bang Xương, Lưu Dự, Hoàn Nhan Xương
- Liệt truyện 16 - Lưu Ngạn Tông, Thì Lập Ái, Hàn Xí Tiên
- Liệt truyện 17 - Lịch Quỳnh, Lý Thành, Khổng Ngạn Chu, Từ Văn, Thi Nghi Sinh, Trương Trung Phu, Trương Trung Ngạn, Vũ Văn Hư Trung, Vương Luân
- Liệt truyện 18 -  Hoàn Nhan Tể An, Hoàn Nhan Đạo Tể, Tà Mão A Lý, Đột Hiệp Tốc, Ô Diên Phổ Lô Hồn, Xích Trản Huy, Đại Xú Thát Bất Dã, A Ly Bổ
- Liệt truyện 19 - Cốt Mưu Bà, Địch Gia Điệt, A Đồ Hãn, Giáp Cốc Tạ Nô, A Lặc Căn Một Đô Lỗ, Hoằng Quặc Địch Cổ Bổn, Bồ Sát Hồ Trản, Giáp Cốc Ngô Lý Bổ, Vương Bá Long, Cao Bưu, Ôn Địch Hãn Bồ Lý Đặc, Bá Đức Đặc Ly Bổ, Da Luật Hoài Nghĩa, Tiêu Vương Gia Nô, Điền Hạo, Triệu Uy
- Liệt truyện 20 - Quách Dược Sư, Da Luật Đồ Sơn, Ô Diên Hồ Lý Cải, Ô Diên Ngô Lý Bổ, Tiêu Cung, Hoàn Nhan Tập Bất Chủ, Hột Thạch Liệt Hồ Lạt, Da Luật Thứ, Quách Xí Trung, Ô Tôn Ngoa Luận, Nhan Trản Môn Đô, Bộc Tán Hồn Thản, Trịnh Kiến Sung, Ô Cổ Luận Tam Hợp, Di Lạt Ôn, Tiêu Trọng Cung, Cao Tùng, Hoàn Nhan Quang Anh, Hoàn Nhan Nguyên Thọ, Hoàn Nhan Thẩn Tư A Bổ
- Liệt truyện 21 - Trương Thông Cổ, Trương Hạo, Trương Huyền Tố, Da Luật An Lễ, Nạp Hợp Xuân Niên, Kì Tể
- Liệt truyện 22 - Hoàn Nhan Cảo (Tát Li Hát), Nậu Oán Ôn Đôn Tư Trung, Hoàn Nhan Ngang, Cao Trinh, Bạch Ngạn Kính, Trương Cảnh Nhân
- Liệt truyện 23 Thế Tông chư tử - Hoàn Nhan Vĩnh Trung, Hoàn Nhan Vĩnh Đạo, Hoàn Nhan Vĩnh Công, Hoàn Nhan Vĩnh Đức, Hoàn Nhan Vĩnh Thành, Hoàn Nhan Vĩnh Thăng
- Liệt truyện 24 - Lý Thạch, Hoàn Nhan Phúc Thọ, Độc Cát Nghĩa, Ô Diên Bồ Ly Hắc, Ô Diên Bồ Hạt Nô, Lý Sư Hùng, Ni Mang Cổ Sao Ngột, Bột Truật Lỗ Định Phương, Giáp Cốc Hồ Lạt, Bồ Sát Oát Luận, Giáp Cốc Tra Lạt
- Liệt truyện 25 - Hột Thạch Liệt Trí Ninh, Bộc Tán Trung Nghĩa, Đồ Đơn Hợp Hỉ
- Liệt truyện 26 - Hột Thạch Liệt Lương Bật, Hoàn Nhan Thủ Đạo, Thạch Cư, Đường Quát An Lễ, Di Lạt Đạo
- Liệt truyện 27 - Tô Bảo Hành, Địch Vĩnh Cố, Ngụy Tử Bình, Mạnh Hạo, Lương Túc, Di Lạt Tháo, Di Lạt Tử Kính
- Liệt truyện 28 - Triệu Nguyên, Di Lạt Đạo, Cao Đức Cơ, Mã Phúng, Hoàn Nhan Ngột Bất Hát, Lưu Huy Nhu, Giả Thiểu Xung, Di Lạt Oát Lý Đóa, A Lặc Căn Ngạn Trung, Trương Cửu Tư, Cao Khản, Dương Bang Cơ, Đinh Vĩ Nhân
- Liệt truyện 29 - Hoàn Nhan Tát Cải, Bàng Địch, Ôn Địch Hãn Di Thất Muộn, Thần Thổ Muộn, Di Lạt Thành, Thạch Mạt Biện, Dương Trọng Vũ, Bồ Sát Thế Kiệt, Tiêu Hoài Trung, Di Lạt Án Đáp, Bột Truật Lỗ A Lỗ Hãn, Triệu Hưng Tường, Thạch Mạt Vinh, Kính Tự Huy
- Liệt truyện 30 - Mao Thạc, Lý Thượng Đạt, Tào Vọng Chi, Đại Hoài Trinh, Lô Hiếu Kiệm, Lô Dung, Lý Ti, Đồ Đơn Khắc Ninh
- Liệt truyện 31 - Vận vương Tông, Doanh vương Côi, Hoắc vương Tùng Di, Doanh vương Tùng Hiến, Ôn vương Doãn, Hoàn Nhan Hồng Dụ, Hoàn Nhan Hồng Tĩnh, Hoàn Nhan Hồng Hi, Hoàn Nhan Hồng Diễn, Hoàn Nhan Hồng Huy, Hoàn Nhan Thắc Lân, Hoàn Nhan Án Thần, Hoàn Nhan Tùng Khác, Hoàn Nhan Thủ Trung, Hoàn Nhan Huyền Linh, Hoàn Nhan Thủ Thuần, Độc Cát Tư Trung, Hoàn Nhan Thừa Dụ, Bộc Tán Quỹ Lâm Hỉ, Mạt Niên Sử Cột Đáp, Hoàn Nhan Tông Hạo
- Liệt truyện 32 - Giáp Cốc Thanh Thần, Hoàn Nhan Tương, Giáp Cốc Hành, Hoàn Nhan An Quốc, Dao Lý Bột Điệt
- Liệt truyện 33 - Di Lạt Lý, Trương Vạn Công, Bồ Sát Thông, Niêm Cát Oát Đặc Lạt, Trình Huy, Lưu Vĩ, Đổng Sư Trung, Vương Úy, Mã Huệ Địch, Mã Kì, Dương Bá Thông, Ni Mang Cổ Giám
- Liệt truyện 34 - Hoàng Cửu Ước, Lý Yến, Lý Dũ, Vương Bí, Hứa An Nhân, Lương Tương, Lộ Bá Đạt
- Liệt truyện 35 - Bùi Mãn Hanh, Oát Lặc Trung, Trương Đại Tiết, Trương Hanh, Hàn Tích, Đặng Nghiễm, Cự Cấu, Hạ Dương Đình, Diêm Công Trinh, Tiêu Húc, Lưu Trọng Thù, Lý Hoàn, Mã Bách Lộc, Dương Bá Nguyên, Lưu Ki, Khang Nguyên Bật, Di Lạt Ích
- Liệt truyện 36 - Hoàn Nhan Khuông, Hoàn Nhan Cương
- Liệt truyện 37 - Đồ Đan Dật, Giả Huyễn, Tôn Đạc, Tôn Tức Khang, Lý Cách
- Liệt truyện 38 - Mạnh Chú, Tông Đoan Tu, Hoàn Nhan Lư Sơn, Lộ Đạc, Hoàn Nhan Bá Gia, Truật Hổ Quân Thọ, Trương Vĩ, Cao Hoành, Lý Phục Hanh
- Liệt truyện 39 - Hoàn Nhan Thừa Huy, Mạt Niên Tận Trung, Bộc Tán Đoan, Cảnh Đoan Nghĩa, Lý Anh, Bột Truật Lỗ Đức Dụ, Ô Cổ Luận Khánh Thọ
- Liệt truyện 40 - Bộc Tán An Trinh, Điền Trác, Hoàn Nhan Bật, Mông Cổ Cương, Tất Lan A Lỗ Đái
- Liệt truyện 41 - Hoàn Nhan Trọng Nguyên, Hoàn Nhan A Lân, Hoàn Nhân Đình, Ô Cổ Luận Trường Thọ, Hoàn Nhan Tá, Thạch Mạt Trọng Ôn, Ô Cổ Luận Lễ, Phổ Sát A Lý, Áo Đồn Tương, Hoàn Nhan Bồ Lạt Đô, Giáp Cốc Thạch Lý Ca, Truật Giáp Thần Gia, Hột Thạch Liệt Hoàn Đoan, Hoàn Nhan A Lý Bất Tôn, Hoàn Nhan Thiết Ca, Nạp Lan Hồ Lỗ Lạt
- Liệt truyện 42 - Nạp Thản Mưu Gia, Trâu Cốc, Cao Lâm, Mạnh Khuê, Ô Lâm Đáp Dữ, Quách Vũ, Ôn Địch Hãn Đạt, Vương Khoách, Di Lạt Phúc Tăng, Áo Đồn Trung Hiếu, Bồ Sát Tư Trung, Hột Thạch Liệt Hồ Thất Môn, Hoàn Nhan , Oát Lặc Hợp Đả, Bồ Sát Di Lạt Đô
- Liệt truyện 43 - Trình Thái, Nhâm Hùng Tường, Khổng Phan, Phạm Củng, Trương Dụng Trực, Lưu Xu, Vương Tiêu, Dương Bá Hùng, Tiêu Cống, Ôn Địch Hãn Đề Đạt, Trương Hàn, Nhâm Thiên Sủng
- Liệt truyện 44 - Trương Vĩ, Giả Ích Khiêm, Lưu Bỉnh, Truật Hổ Cao Kì, Di Lạt Tháp Bất Dã
- Liệt truyện 45 - Cao Nhữ Lệ, Trương Hành Tín
- Liệt truyện 46 - Tư Đỉnh, Hầu Chí, Bả Hồ Lỗ, Sư An Thạch
- Liệt truyện 47 - Hoàn Nhan Tố Lan Dực, Trần Quy, Hứa Cổ
- Liệt truyện 48 - Dương Vân Dực, Triệu Bỉnh Văn, Hàn Ngọc, Phùng Bích, Lý Hiến Phủ, Lôi Uyên, Trình Chấn
- Liệt truyện 49 - Cổ Lý Giáp Thạch Luân, Hoàn Nhan Ngoa Khả, Tát Hiệp Liễn, Cường Thân, Ô Lâm Đáp Hồ Thổ, Tư Liệt, Hột Thạch Liệt Nha Ngô Tháp
- Liệt truyện 50 - Hoàn Nhan Hợp Đạt, Di Lạt Bồ A
- Liệt truyện 51 - Hoàn Nhan Tái Bất, Bạch Tát, Xích Trản Hiệp Hỉ
- Liệt truyện 52 - Bạch Hoa, Tào Mão Ái Thật, Thạch Mạt Thế Tích
- Liệt truyện 53 - Hoàn Nhan Nô Thân, Thôi Lập, Lý Kì, Niếp Thiên Kí, Xích Trản Úy Hãn
- Liệt truyện 54 - Đồ Đan Ngột Điển, Thạch Trản Nữ Lỗ Hoan, Bồ Sát Quan Nô, Thừa Lập
- Liệt truyện 55 - Đồ Đan Ích Đô, Niêm Ca Kinh Sơn, Vương Tân, Quốc Dụng An, Thì Thanh
- Liệt truyện 56 - Miêu Đạo Nhuận, Vương Phúc, Di Lạt Chúng Gia Nô, Vũ Tiên, Tương Phủ, Trương Tiến, Tĩnh An Dân, Quách Văn Chấn, Hồ Thiên Tác, Trương Khai, Yên Ninh
- Liệt truyện 57 - Niêm Cát Nô Thân, Hoàn Nhan Lâu Thất tam nhân, Ô Cổ Luận Hạo, Trương Thiên Cương, Hoàn Nhan Trọng Đức
- Liệt truyện 58 Thế thích - Thạch Gia Nô, Bùi Mãn Đạt, Đồ Đan Cung, Ô Cổ Luận Bồ Lỗ Hổ, Đường Quát Đức Ôn, Ô Cổ Luận Niêm Một Hạt, Bồ Sát A Hổ Điệt, Ô Lâm Đáp Huy, Bồ Sát Đỉnh Thọ, Đồ Đan Tư Trung, Đồ Đan Dịch, Ô Lâm Đáp Nhục, Ô Cổ Luận Nguyên Trung, Đường Quát Cống, Ô Lâm Đáp Lâm, Đồ Đan Công Bật, Đồ Đan Minh, Đồ Đan Tứ Hỉ
- Liệt truyện 59 Trung nghĩa nhất -Hồ Sa Bổ Đặc Hổ Bộc Hốt Đắc Niêm Cát Hàn Nô, Tào Khuê, Ôn Đế Hãn Bồ Đổ, Ngoa Lý Dã, Nạp Lan Xước Xích, Ngụy Toàn, Thiện Dương, Giáp Cốc Thủ Trung, Thạch Mạt Nguyên Nghị, Bá Đức Mai Hòa Thượng, Ô Cổ Tôn Ngột Đồn, Cao Thủ Ước, Hòa Tốc Gia An Lễ, Vương Duy Hàn, Di lạt Cổ Dữ Niết, Tống Ỷ , Ô Cổ Luận Trọng Ôn, Cửu Trụ, Lý Diễn, Lưu Đức Cơ, Vương Nghị, Vương Hối, Tề Ung Dương, Truật Giáp Pháp Tâm, Cao Tích
- Liệt truyện 60 Trung nghĩa nhị - Ngô Tăng Ca, Ô Cổ Luận Đức Thăng, Trương Thuận, Mã TươngBá Đức Oa Ca, Áo Đồn Sửu Hòa Thượng, Tùng Thản, Bột Truật Lỗ Phúc Thọ, Ngô Bang Kiệt, Nạp Hợp Bồ Lạt Đô, Nữ Hề Liệt Oát Xuất, Thì Mậu Tiên, Ôn Đế Hãn Lão Nhi, Lương Trì Thắng, Giả Bang Hiến Di Lạt Á, Lý Hiệp, Hoàn Nhan Lục Cân, Hột Thạch Liệt Hạc Thọ, Bồ Sát Lâu Thất, Nữ Hề Liệt Tư Lộc, Triệu Ích, Hầu Tiểu ThúcVương Tá, Hoàng Quặc Cửu Trụ, Ô Lâm Đáp Khất Trụ, Đà Mãn Tà Liệt, Ni Bàng Cổ Bồ Lỗ Hổ, Ngột Nhan Úy Khả, Ngột Nhan Ngoa Xuất Hổ, Niêm Cát Trinh
- Liệt truyện 61 Trung nghĩa tam - Đồ Đan Hàng, Hoàn Nhan Trần Hòa Thượng, Dương Ốc Diễn, Ô Cổ Luận Hắc Hán, Đà Mãn Hồ Thổ Môn, Mã Kiên Long, Vũ Hiển, Trương Bang Hiến, Lưu Toàn
- Liệt truyện 62 Trung nghĩa tứ - Mã Khánh Tường, Thương Hành Truật, Dương Đạt Phu, Phùng Diên Đăng, Ô Cổ Tôn Trọng Đoan, Ô Cổ Tôn Nô Thân, Bồ Sát Kì, Thái Bát Nhân, Ôn Đôn Xương Tôn, Hoàn Nhan Giáng Sơn, Tất Tư Luân, Quách Cáp Mô
- Liệt truyện 63 Văn nghệ thượng - Hàn Phưởng, Thái Tùng Niên, Ngô Kích, Mã Định Quốc, Nhâm Tuân, Triệu Khả, Quách Trường Thiến, Tiêu Vĩnh Kì, Hồ Lệ, Vương Cạnh, Dương Bá Nhân, Trịnh Tử Đam, Đảng Hoài Anh
- Liệt truyện 64 Văn nghệ hạ - Triệu Phùng, Chu Ngang, Vương Đình Quân, Lưu Ngang, Lý Kinh, Lưu Túng Ích, Lã Trung Phu, Trương Kiến, Lý Thuần Phủ, Vương Úc, Tống Cửu Gia, Bàng Chú, Lý Hiến Năng, Vương Nhược Hư, Vương Nguyên Tiết, Ma Cửu Trù, Lý Phần, Nguyên Đức Minh
- Liệt truyện 65 Hiếu hữu - Ôn Đế Hãn Oát Lỗ Bổ, Trần Nhan, Lưu Dụ, Mạnh Hưng, Vương Chấn, Lưu Chính, Trữ Thừa Lượng, Vương Khứ Phi, Triệu Chất, Đỗ Thì Thăng, Hác Thiên Đĩnh, Tiết Kế Nguyên, Cao Trọng Chấn, Trương Tiềm, Vương Nhữ Mai, Tống Khả, Tân Nguyện, Vương Dư Khả
- Liệt truyện 66 Tuần lại - Lô Khắc Trung, Ngưu Đức Xương, Phạm Thừa Cát, Vương Chính, Trương Dịch, Lý Chiêm, Lưu Mẫn HànhPhó Thận Vi, Lưu Hoán, Cao Xương Phúc, Tôn Đức Uyên, Triệu Giám, Bồ Sát Trịnh LưuNữ Hề Liệt Thủ Ngu, Thạch Mạt NguyênTrương Cấu, Triệu Trọng Phúc, Vũ Đô, Hột Thạch Liệt Đức, Trương Đặc Lập, Vương Hạo
- Liệt truyện 67 Khốc lại nịnh hạnh - Cao Lư Sơn, Bồ Sát Hợp Trụ, Tiêu Dị, Trương Trọng Kha, Lý Thông, Mã Khâm, Cao Hoài Trinh, Tiêu Dụ, Tư Trì Quốc
- Liệt truyện 68 Liệt nữ - A Lân thê, Lý Bảo Tín, Khánh Dân thê, Lôi Phụ Sư thị, Khang Trụ thê, Lý Văn thê, Lý Anh thê, Tương Kì thê, A Lỗ Chân, Tát Hợp Liên thê, Hứa Cổ thê, Phùng Diệu thê, Bồ Sát thị, Ô Cổ Luận thị, Tố Lan thê, Mang Ca thê, Doãn thị, Bạch thị, Niếp Hiếu nữ, Trọng Đức thê, Bảo Phù Lý thị, Trương Phượng Nô
- Liệt truyện 69 Hoạn giả phương kĩ - Lương Lưu, Tống Khê, Lưu Hoàn Tố, Trương Tùng Chính, Lý Khánh Tự, Kỉ Thiên Tích, Trương Nguyên Tố, Mã Quý Trung, Vũ Trinh, Lý Mậu, Hồ Đức Tân
- Liệt truyện 70 Gian thần - Hoàn Nhan Bỉnh Đức, Đường Quát Biện, Hoàn Nhan Ngôn, Đại Hưng Quốc, Đồ Đan A Lý Xuất Hổ, Bộc Tán Sư Cung, Đồ Đan Trinh, Lý Lão Tăng, Hoàn Nhan Nguyên Nghi, Hột Thạch Liệt Chấp Trung
- Liệt truyện 71 Bạn thần - Trương Giác, Da Luật Dư Đổ, Di Lạt Oa Can
- Liệt truyện 72 Ngoại quốc thượng - Tây Hạ
- Liệt truyện 73 Ngoại quốc hạ - Cao Ly